# Cuphea sessilifolia
Cuphea sessilifolia är en fackelblomsväxtart som beskrevs av Carl Friedrich Philipp von Martius. Cuphea sessilifolia ingår i släktet blossblommor, och familjen fackelblomsväxter. Inga underarter finns listade i Catalogue of Life.